# Na serca mego dnie
Na serca mego dnie – piętnasty album zespołu The Analogs. Wydany został w 2013 roku Oldschool Records. Album miał charakter limitowany, jednak jest też dostępny na platformach streamingowych, a także na YouTube.

## Lista utworów
1. Nigdy Się Nie Poddam (piosenka dla Jana Błachowicza)
2. Na serca mego dnie
3. Złodziej
4. Berserker`s Team (oficjalna piosenka klubu Berserker`s team)
5. Przedmieścia Piekła
6. Wilq Superbohater (piosenka do filmu animowanego Wilq Superbohater)
7. Na serca mego dnie (wersja specjalna)
8. Złodziej ( gościnnie na wokalu Kwiatek/Molly Malone`s)
9. Ulica Złamanych Snów (z LP "Miejskie Opowieści")
10. Pył Do Pyłu
11. 500 Lat (wersja ze splitu EP z Street Chaos)
12. Linia Frontu (ze składanki "Prowadź mnie ulico"Jimmy Jazz Rec.
13. Oi!Młodzież
14. Ukrzyżowani (wersje próbne z Mania Studio 2013)
15. Latarnia (live 2010 z LP "Live in Graffiti" wyd.Lou&Rocked Boys)

Bonusy:
- Max Schmeling (live 2010 z LP "Live in Graffiti" wyd.Lou&Rocked Boys)
- Pożegnanie (live 2010 z LP "Live in Graffiti" wyd.Lou&Rocked Boys)
- Hlaskover Rock (live 2010 z LP "Live in Graffiti" wyd.Lou&Rocked Boys)